# Shadow of Fear
"Shadow of Fear" is de achttiende aflevering van de televisieserie Captain Scarlet and the Mysterons, een sciencefictionserie waarin gebruikgemaakt wordt van de poppenspeltechniek supermarionation. De aflevering werd voor het eerst uitgezonden op ATV Midlands in Engeland op 2 februari 1968. Qua productievolgorde was het echter de twaalfde aflevering.

## Verhaal
In het observatorium K14 in de Himalaya, kijken Scarlet en Blue toe terwijl drie astronomen, Carter, Breck en Angelini,een ruimtesonde richting mars coördineren. Deze sonde moet foto’s van de planeet naar Aarde sturen, maar ontploft 2 seconden voordat hij hiermee kan beginnen. Scarlet informeert Cloudbase dat de eerste fase van "Operation Sword" is voltooid.
Via een radiobericht laten de Mysterons weten dat ze het oog dat hun planeet bespiedde hebben vernietigd, en dat Spectrum nooit hun geheim zal kennen. In Cloudbase rapporteert Colonel White de vernietiging van de sonde. Hij herinnerd zijn personeel eraan dat dit te verwachten was, en dat Operation Sword gewoon doorgaat. Omdat het observatorium K14 buiten bereik van de Angeljets is, beveelt White Lieutenant Green om de Cloudbase zelf naar de Himalaya te brengen.
Later nadert een tweede sonde Mars. Blue is overtuigd van het succes omdat het observatorium ditmaal de sonde via infraroodemissies in de gaten houdt in plaats van detecteerbare radiosignalen. De sonde wordt achter Phobos geplaatst, een van de manen van Mars. De sonde landt zonder te exploderen op Phobos. De sonde kan nu terwijl Phobos rond Mars draait foto’s maken, en deze zullen om drie uur in de ochtend naar de Aarde worden gestuurd.
Die nacht staat Scarlet op wacht, maar wordt gestoord door Breck die niet kan slapen. Wanneer hij Mars via een telescoop bekijkt zegt Breck dat de sonde is geland in de “Schaduw van de angst”, en geeft als verklaring hiervoor dat Phobos Grieks is voor “angst”. Blue arriveert om middernacht om Scarlet af te lossen en sluit de deur naar het balkon, waarbij hij Breck alleen laat. Via de telescoop ziet Breck een vreemd pulserend wit licht van Mars komen. Wanneer Breck nog langer naar dit licht kijkt, valt hij dood neer. De Mysteronringen verschijnen boven zijn lichaam en maken een Mysteron-Breck.
Tegen 3 uur die ochtend ontdekt men dat Breck vermist is, en Scarlet vreest dat hij een Mysteron is geworden. Hij weet niet dat de Mysteronagent een explosief heeft bevestigd aan het rotatiemechanisme van het observatorium. Colonle Whites stuurt een Spectrumhelikopter om de bergen rond K14 te onderzoeken, terwijl Scarlet en Blue naar buiten gaan met een Mysteron detector. Ondertussen maken Carter en Angelini de apparatuur klaar om de foto’s van de sonde te ontvangen.
Terwijl Melody Angel de helikopter bestuurt, ziet Captain Grey Breck tussen de rotsen boven het observatorium. Scarlet en Blue confronteren de Mysteronagent, maar Breck onthult dat hij K14's rotatiemechanisme heeft gesaboteerd. Scarlet schiet Breck dood, maar kan Carter en Angelini niet meer op tijd waarschuwen. Het explosief gaat af en het hele observatorium wordt vernietigd. Scarlet informeert Colonel White dat de sonde op Phobos nog in orde is, maar dat Carter en Angelini zijn omgekomen en K14 is verwoest.
In Cloudbase vertelt White aan Green wat meer over de mythologische Phobos. Hij sluit zijn verhaal af met de mededeling dat hoewel de mensheid nu in feite in de “schaduw van de angst” leeft, Operation Sword door zal gaan.

## Rolverdeling

### Reguliere stemacteurs
- Captain Scarlet — Francis Matthews
- Captain Blue — Ed Bishop
- Colonel White — Donald Gray
- Lieutenant Green — Cy Grant
- Captain Grey — Paul Maxwell
- Melody Angel — Sylvia Anderson
- Stem van de Mysterons — Donald Gray

### Gastrollen
- Breck — Paul Maxwell
- Carter — Charles Tingwell
- Angelini — Jeremy Wilkin

## Trivia
- Dit is qua productievolgorde de laatste aflevering waarin Paul Maxwell de stem van Captain Grey deed. Captain Grey werd na deze aflevering ook nauwelijks meer gebruikt in andere afleveringen.